# ドーンコーラス

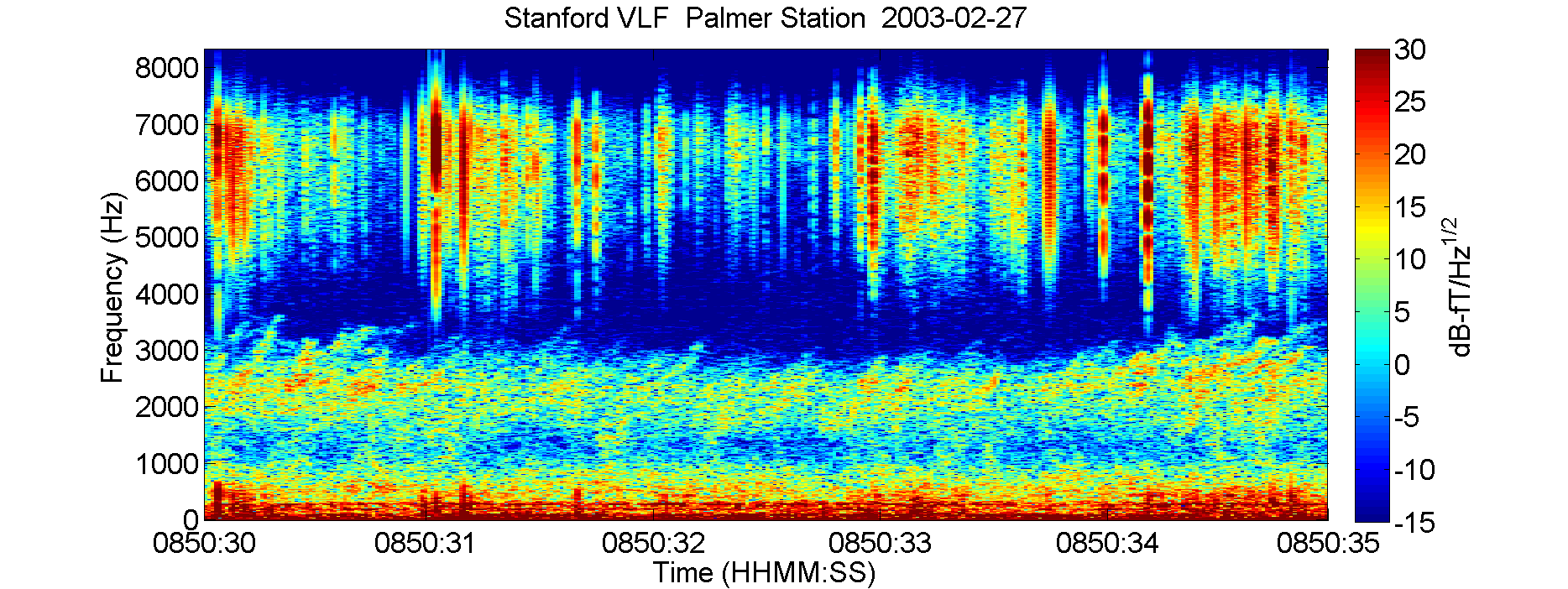
スタンフォード大学の研究所が南極の観測所で受信したドーンコーラスのVLFスペクトログラム

ドーンコーラス（英語：dawn chorus）とは、地球の磁気圏と太陽風の相互作用により生じる自然現象で、オーディオアンプを通じた観測では、夜明け頃に鳥のさえずりに似た可聴域のノイズとして観測される。

## 概説
第一次世界大戦中、通信兵が無線機に耳を澄ませていると、夜明けとその後しばらくの間、鳥のさえずりの様な、あるいは口笛のような、奇妙な音が聞こえてくることがあった。当時は原因不明であったが、鳥が朝、一斉に鳴き出す様子になぞらえてドーンコーラス（暁の合唱）と呼び、不思議がられてきた。
この電磁波現象の発生機構については、20世紀後半のプラズマ物理学の進展に伴い研究が進められたが、その周波数変動（さえずりの音色の変化）の詳細なメカニズムは20世紀末まで謎であった。21世紀に入って複数の人工衛星による高時間分解能のプラズマ波動観測やスーパーコンピュータによる計算機シミュレーションによるコーラス波の再現により、その周波数変動の謎は徐々に解き明かされてきている。
磁気嵐およびサブストームといった地球磁場の乱れに乗じ地球磁気圏尾部領域から内部磁気圏に高エネルギー電子(1keV-100keV)が注入され、この高エネルギー電子の地球磁場に対する温度異方性よって引き起こされる電子サイクロトロン波動の不安定性により発生するホイッスラーモード波が、磁気赤道付近で高エネルギー電子とサイクロトロン共鳴して速度位相空間で電子ホールと呼ばれるポテンシャル構造ができて非線形共鳴電流が形成されるため、周波数上昇を伴いながら成長し励起されることが明らかになった。
明け方（dawn）に多く発生するのは、磁気圏尾部の夜側から注入される高エネルギー粒子が東方向にドリフトして朝方の領域へと移動し、数kHzの可聴域でホイッスラーモード波を発生させるからである。
このコーラス波の発生過程において、大部分の共鳴電子はエネルギーを失い磁力線方向にピッチ角散乱されて極域の大気へと降下しオーロラを発光させる一方、一部の電子は非常に効率よく加速されて、放射線帯を形成する相対論的なエネルギー(MeV)を持つ電子が生成される。